# Завалишин, Николай Иванович
Николай Иванович Завалишин — советский военный деятель, профессор, генерал-лейтенант медицинской службы.

## Биография
Родился в 1894 году в деревне Елёмка Крестецкого уезда Новгородской губернии. Член КПСС.
В 1917 году окончил медицинский факультет Московского Университета. С 1918 года — на военной службе и медицинской работе. В 1918—1921 гг. — участник Гражданской войны, 
старший преподаватель кафедры военных и военно-санитарных дисциплин Военно-медицинской академии имени С. М. Кирова, участник советско-финской войны, заведующий кафедрой в Куйбышевской военно-медицинской академии, участник Великой Отечественной войны, заместитель начальника Военно-санитарного управления Западного фронта, начальник военно-санитарного управления Северо-Кавказского фронта, начальник санитарного отдела Отдельной Приморской армии, заместитель начальника Главного военно-медицинского управления Вооруженных Сил СССР, начальник Главного военно-медицинского управления, начальник Военно-медицинской академии имени С. М. Кирова, заведующий кафедрой во 2-м Московском медицинском институте, заведующий Главной редакцией Большой медицинской энциклопедии АМН СССР.
Умер в Москве в 1968 году. Похоронен на Ваганьковском кладбище (13 уч.).

## Научная деятельность
Опубликовал более 80 научных работ, включая 3 монографии по вопросам организации и тактики медицинской службы. Основные работы посвящены организации лечебно-эвакуационного обеспечения раненых на путях эвакуации. В фундаментальных трудах довоенного периода «Головной полевой эвакуационный пункт» и «Госпитальный коллектор на грунте» теоретически обосновал ведущее значение медицинской сортировки, эвакуации по назначению и специализированной медпомощи в системе этапного лечения раненых. Реализация разработанных им положений способствовала успешному решению задач лечебно-эвакуационного обеспечения боевых действий Красной Армии в ходе Великой Отечественной войны.
В годы войны Н. И. Завалишин исследовал актуальные проблемы деятельности госпитальных баз и опубликовал ряд трудов об организации работы сортировочных и контрольных ЭГ, предложил развертывание на путях эвакуации мед. распределительных постов, что способствовало повышению эффективности деятельности этих учреждений. Он принимал участие в разработке ряда важнейших руководящих документов по организации мед. обеспечения Советских Вооруженных Сил.
В течение многих лет Н. И. Завалишин являлся членом редколлегии Военно-медицинского журнала, ряда других журналов и сборников и одним из основных редакторов фундаментального издания «Опыт советской медицины в Великой Отечественной войне 1941—1945 гг.», «Энциклопедического словаря военной медицины» и главным редактором «Энциклопедического справочника для военных фельдшеров».

## Награды
- Орден Ленина,

- Три ордена Красного  Знамени,

- Орден Отечественной войны I степени,

- Орден Отечественной войны II степени,

- Два ордена Красной  Звезды,

- Медали

## Сочинения
- Санитарная эвакуация в горах, Сборник работ кафедры военной и  военно-санитарной дисциплин Военно-медицинской академии, в. 1, с. 191, Л., 1936;
- Головные  отделения полевого эвакопункта или головные эвакопункты, там же, в. 2, с. 219,  Л., 1939;
- Госпитальные коллекторы на грунте, Труды Куйбышевская военно-медицинская  академия, т. 2, с. 107, 1940;
- Головной полевой эвакуационный пункт, М., 1942;
- Санитарная служба в Великой Отечественной войне, Тыл и снабжение Красной Армии,  № 7, с. 6, 1942;
- Контрольно-эвакуационный госпиталь, Военно-медицинский журнал, № 12, с.  33, 1945;
- Медицинский распределительный пост как орган управления эвакуацией,  там же, январь-февраль, с. 38, 1945;
- Основы организации медицинского обеспечения  войск, М., 1961 (автор ряда глав и ред.).

## Семья
Жена Завалишина (Крюкова) Татьяна Васильевна
Дочь Ирина (1925—2003), была замужем за  дипломатом Ковалёвым Анатолием Гавриловичем